# Berberis vulgaris
Berberis vulgaris là một loài thực vật có hoa trong họ Hoàng mộc. Loài này được L. mô tả khoa học đầu tiên năm 1753.

## Mô tả

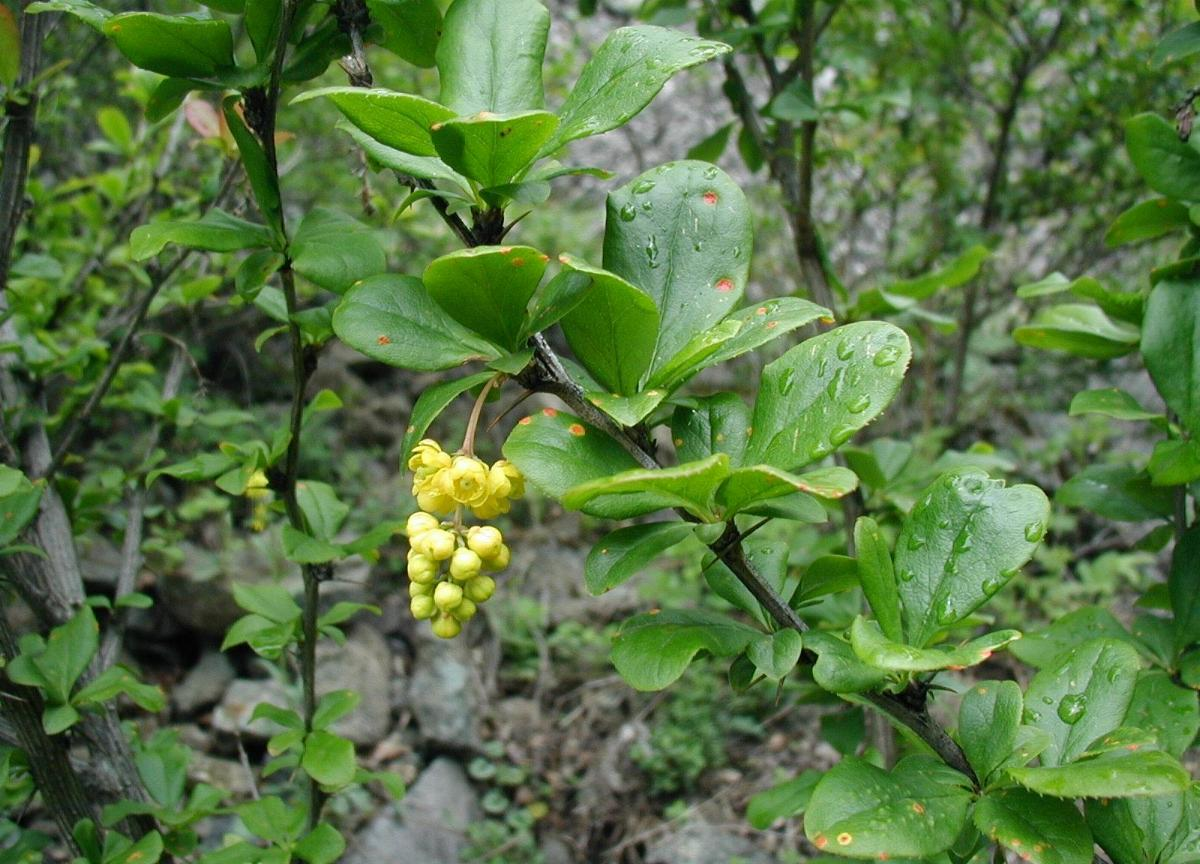
Lá

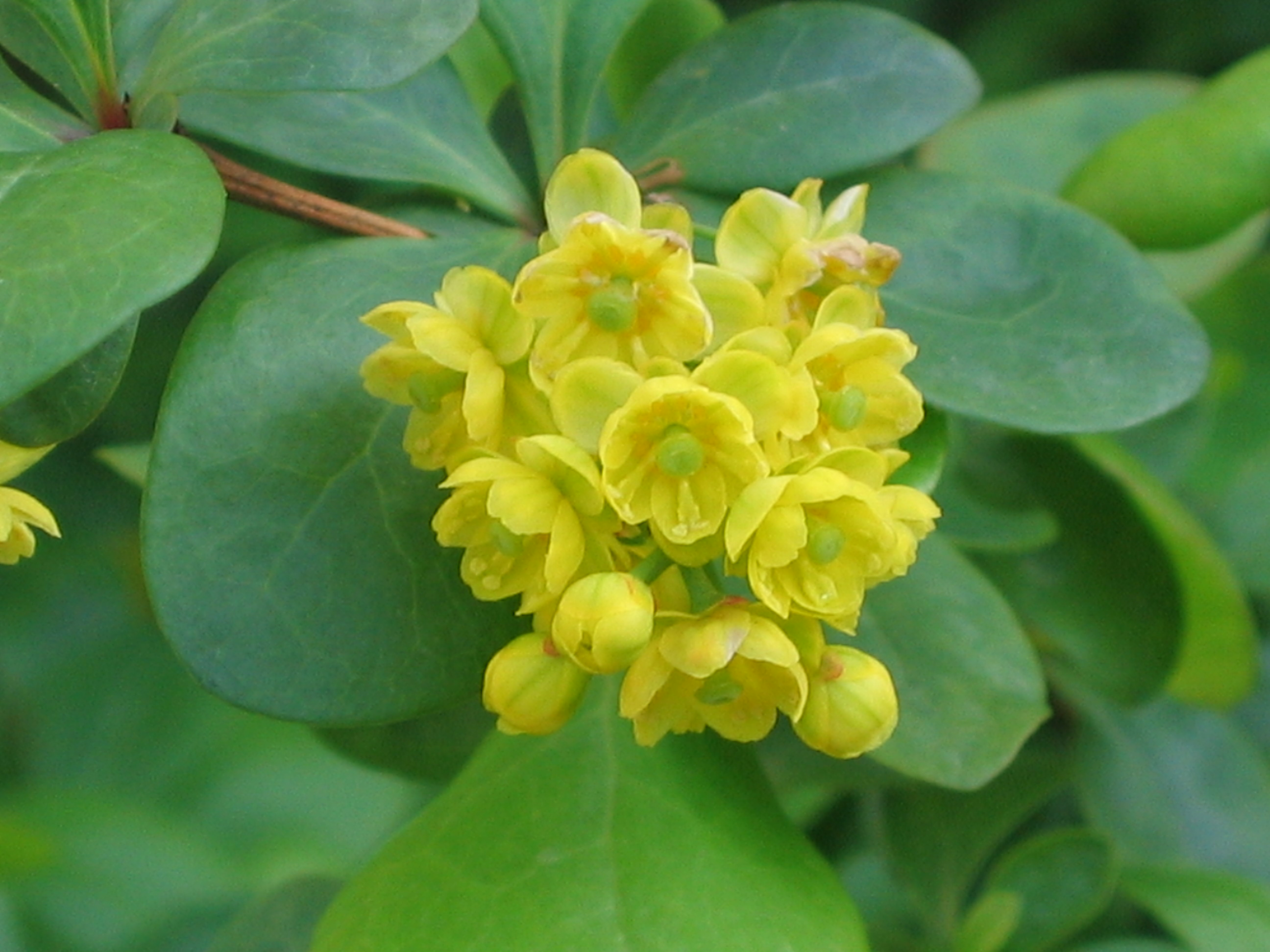
Hoa

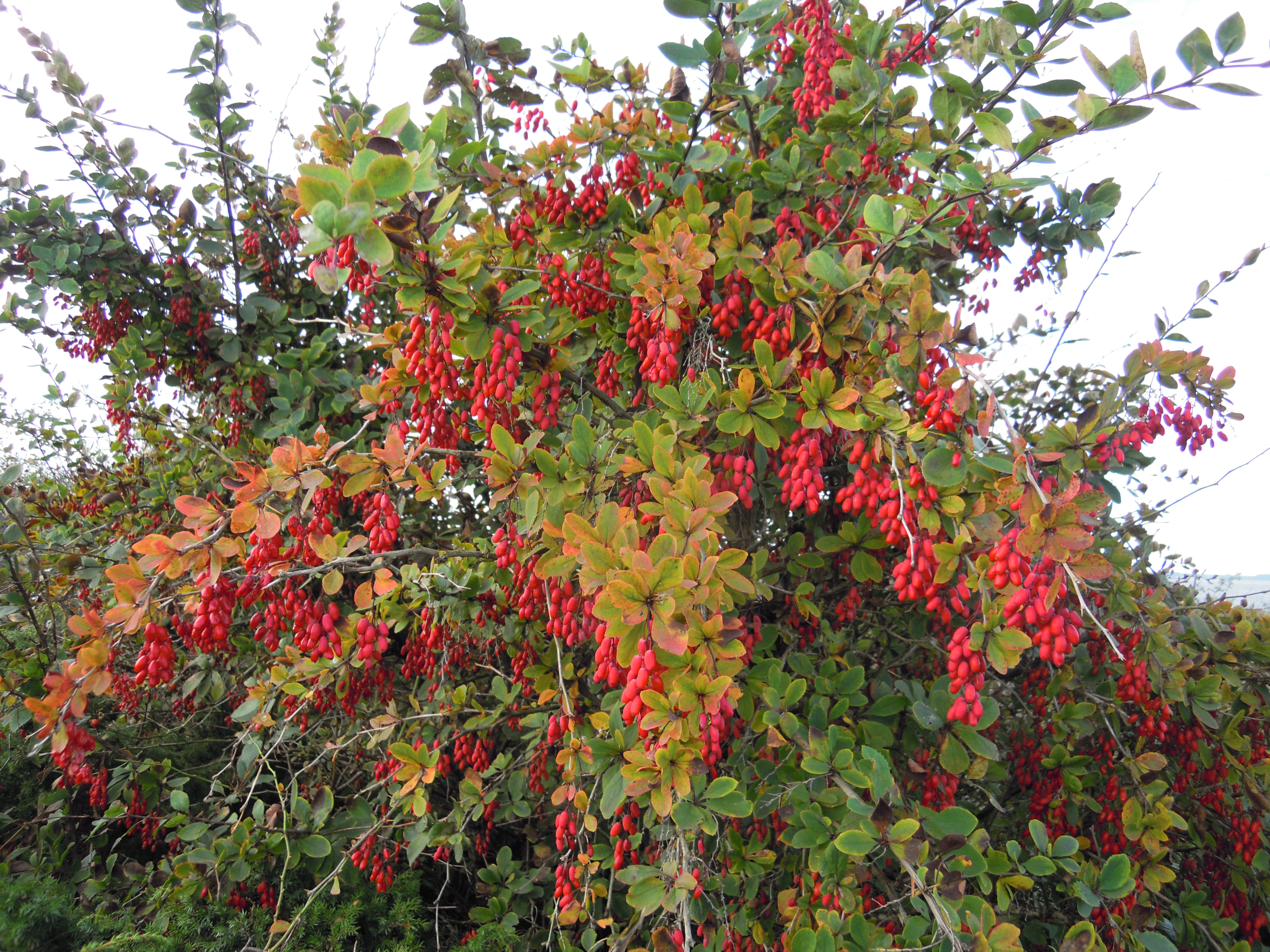
Quả

Đây là một loại cây bụi rụng lá, có chiều cao lên tới 4 mét. Lá của cây có kích thước nhỏ, hình bầu dục, dài từ 2–5 cm và rộng 1–2 cm, với mép lá có khía răng cưa. Các lá mọc thành cụm từ 2–5 lá, được bao bọc bởi một gai ba nhánh dài 3–8 mm.
Hoa của cây có màu vàng, đường kính từ 4–6 mm, mọc thành chùm dài 3–6 cm vào cuối mùa xuân. Quả của cây là loại quả mọng màu đỏ, có hình thuôn dài với kích thước 7–10 mm và rộng 3–5 mm, chín vào cuối mùa hè hoặc mùa thu.

## Phân loài
Tính đến tháng 3 năm 2024 , Plants of the World Online (POWO) đã chấp nhận ba phân loài:
- Berberis vulgaris subsp. australis (Boiss.) Heywood
- Berberis vulgaris subsp. seroi O.Bolòs & Vigo
- Berberis vulgaris subsp. vulgaris

## Phân bố và môi trường sống
Cây bụi này có nguồn gốc từ miền Trung và miền Nam châu Âu, miền Nam nước Anh,  Tây Bắc châu Phi, và Tây Á. Ngoài ra, nó đã được thuần hóa tại miền Bắc châu Âu và Bắc Mỹ. Tại Hoa Kỳ và Canada, cây này đã thiết lập quần thể tự nhiên trên một khu vực rộng lớn từ Nova Scotia đến Nebraska, cùng với các quần thể bổ sung tại Colorado, Idaho, bang Washington, Montana và British Columbia. Loài cây này cũng được trồng phổ biến ở nhiều quốc gia trên thế giới.

## Hình ảnh

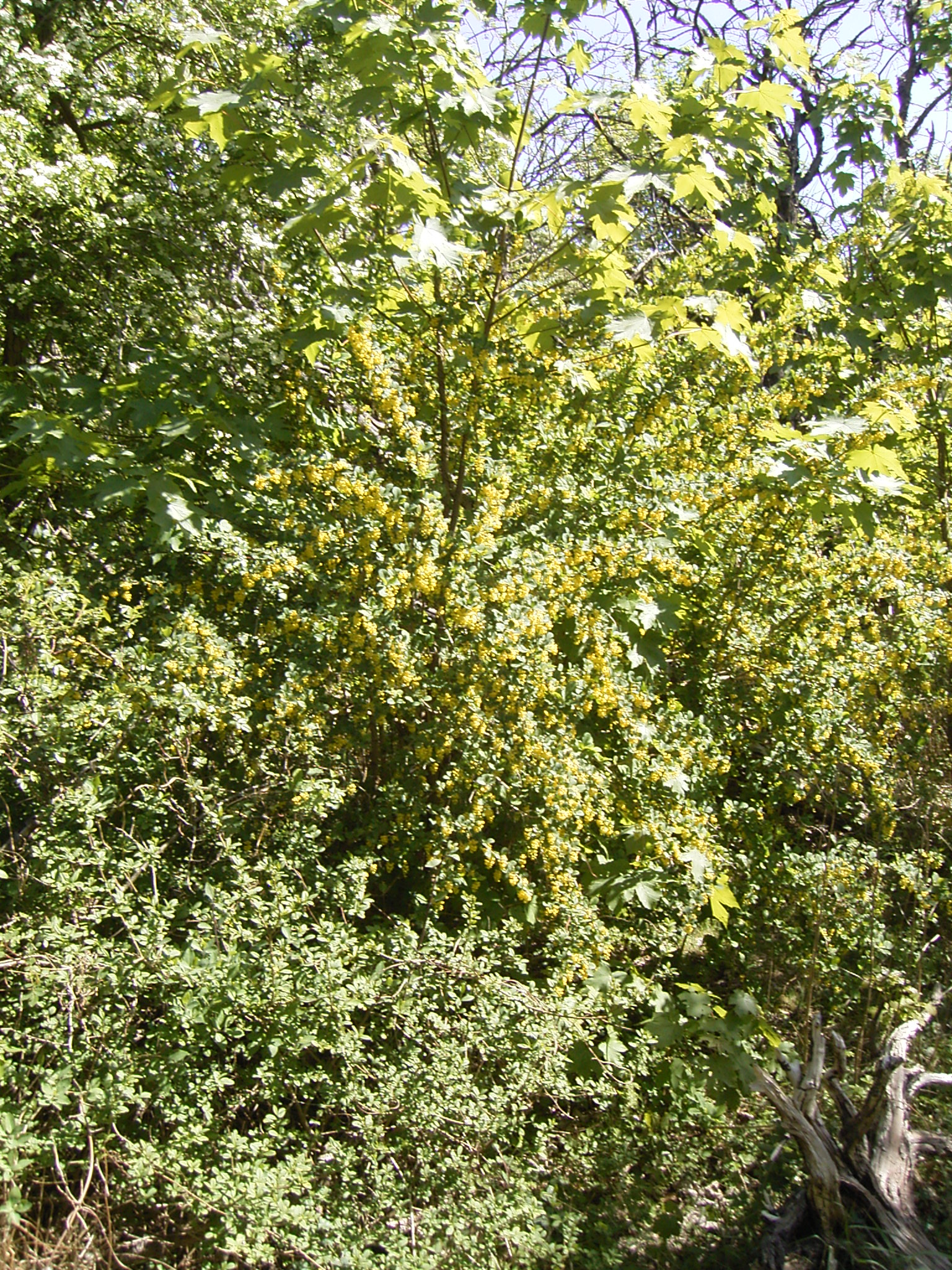
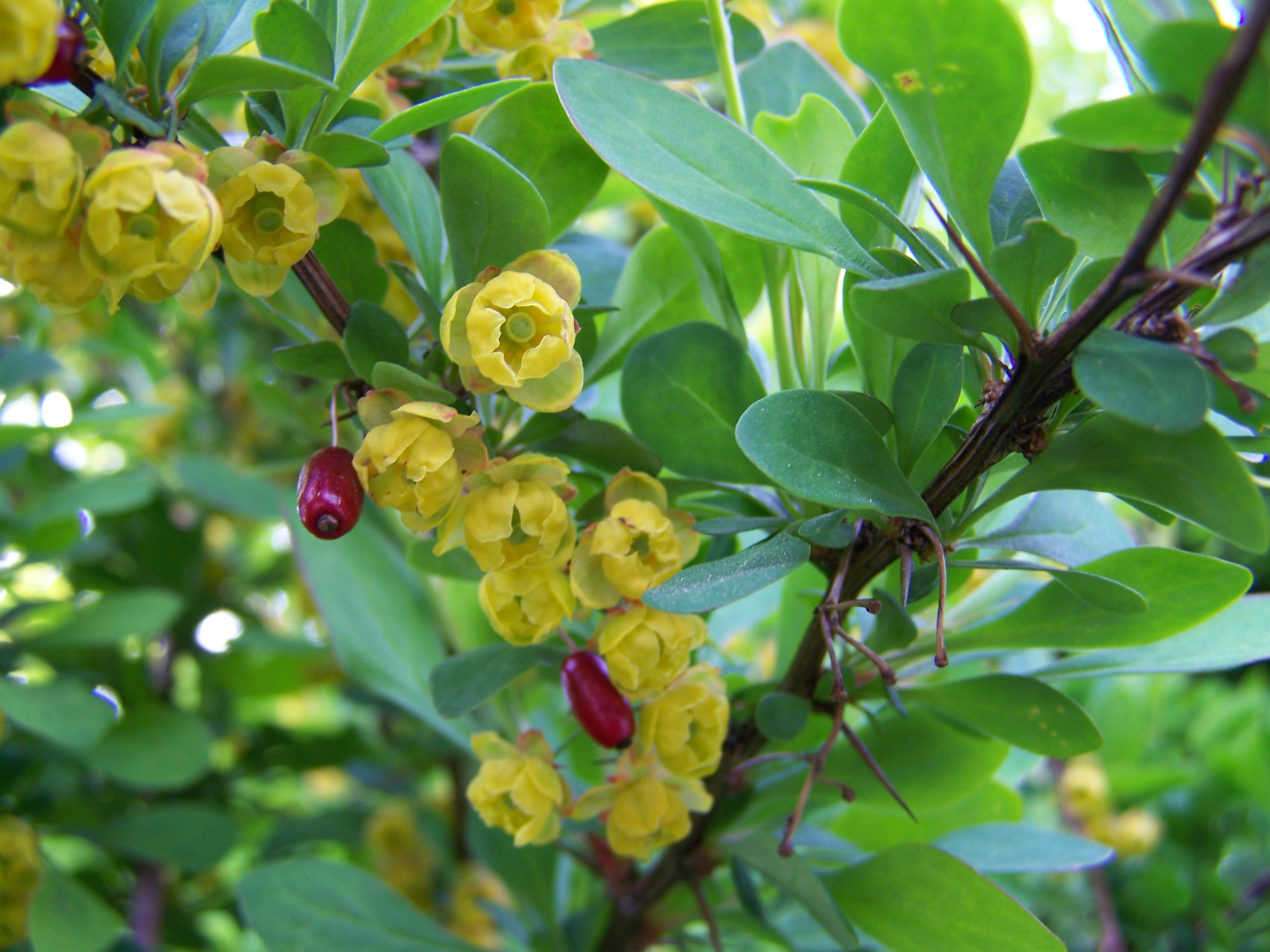
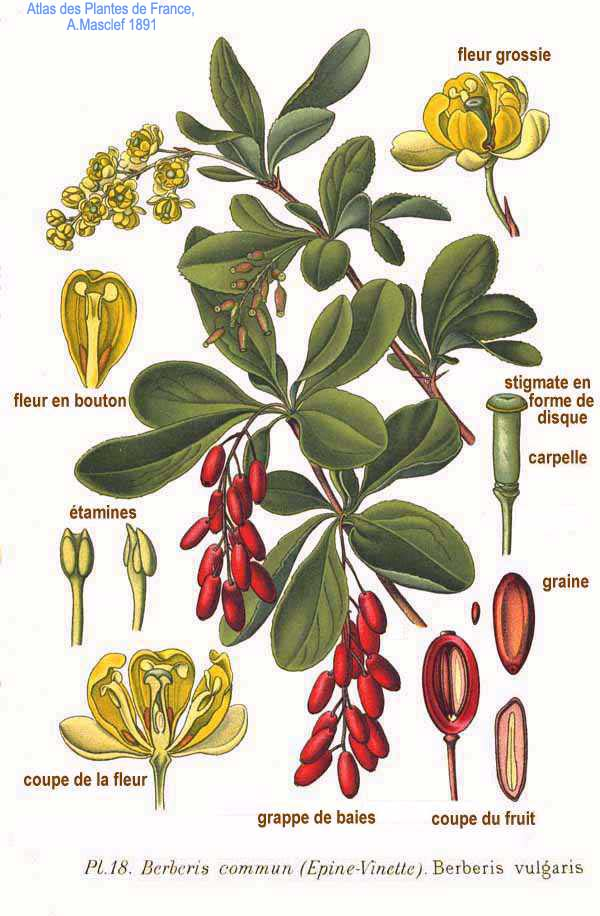